# Alec Bennett (Rennfahrer)

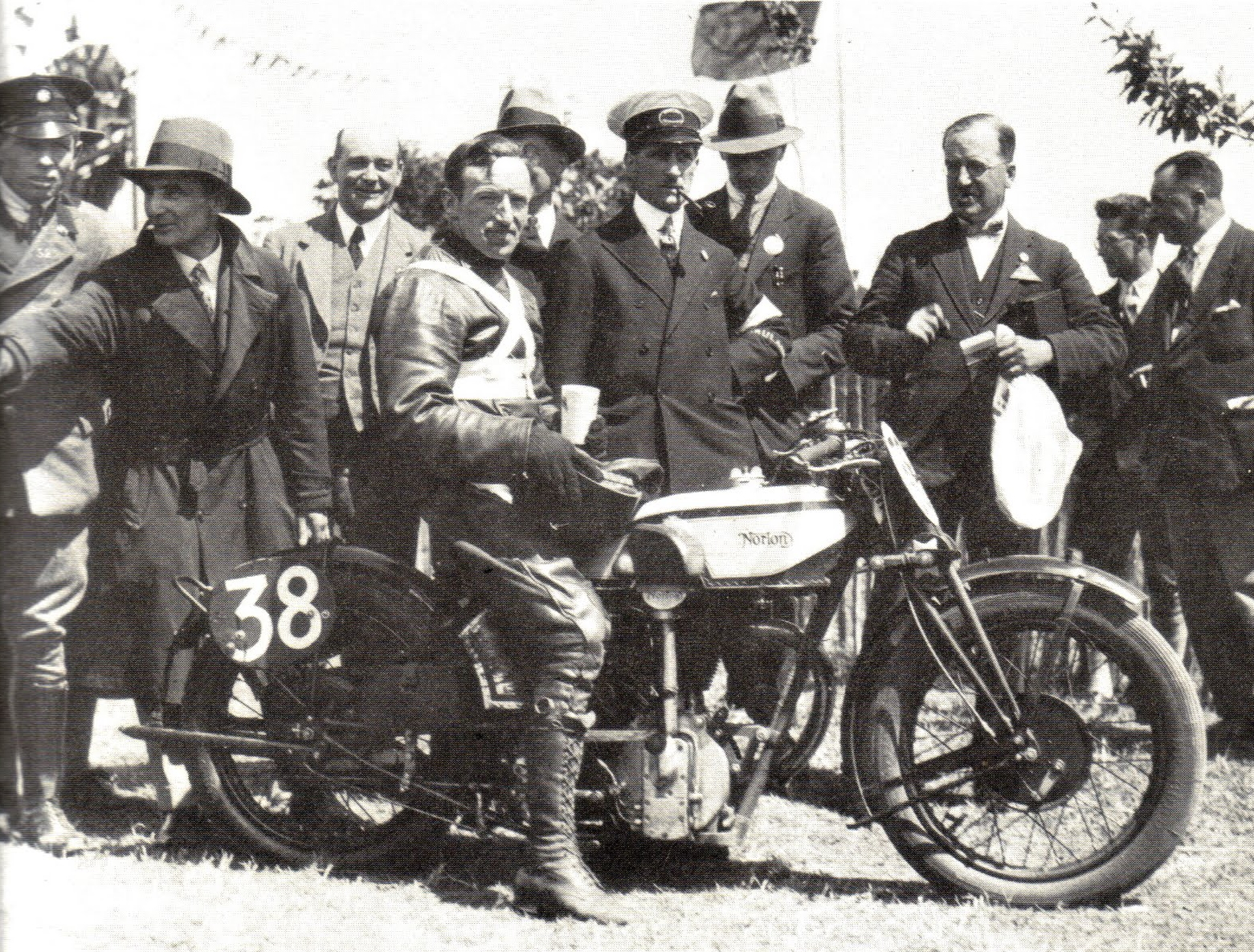
Bennett nach seinem Sieg bei der Senior TT 1927

Alexander „Alec“ Bennett (* 1897 in Craigantlet, County Down, Irland; † 15. Januar 1973) war ein irisch-kanadischer Motorradrennfahrer.
Bennett war einer der Motorradsportpioniere, die die in Großbritannien schon beliebten Rennen nach dem Ersten Weltkrieg auch in Kontinentaleuropa populär machten. Er war einer der ersten großen Stars seines Sports überhaupt. Auf sein Konto gehen unter anderem vier TT-Siege.

## Karriere
Der aus Craigantlet im damals noch vereinigten irischen County Down stammende Alec Bennett emigrierte mit seinen Eltern in seiner Kindheit nach Kanada. Erst während des Ersten Weltkrieges kehrte er nach Europa und in seine britische Heimat zurück, um für das Canadian Expeditionary Force zuerst als Kradmelder und später auch als Jagdflieger Dienst zu tun.
Nach dem Ersten Weltkrieg griff Bennett in den immer populärer werdenden Motorradsport ein. Anfang der 1920er-Jahre war er Werksfahrer bei Sunbeam in Wolverhampton. Im Jahr 1921 nahm Bennett erstmals an der Isle of Man TT, dem schwierigsten und prestigereichsten Rennen der damaligen Zeit, teil und belegte im Senior-Rennen (500-cm³-Klasse) hinter Howard Davies, Freddie Dixon und Bert le Vack Rang vier. Wenige Wochen später siegte er beim zum zweiten Mal ausgetragenen Grand Prix der UMF auf dem Circuit des 24 Heures in Le Mans.
1922 gewann Alec Bennett zum ersten Mal in seiner Laufbahn die Senior-TT und trug sich in die Liste der Isle-of-Man-TT-Sieger ein. Er hatte im Ziel nach knapp vier Stunden über sieben Minuten Vorsprung auf den Zweitplatzierten Walter Brandish. Auch beim Großen Preis der UMF, diesmal in Straßburg ausgetragen, war er wieder siegreich.
Die Saison 1924 wurde die erfolgreichste in Bennetts Karriere. Er startete nur für Norton und gewann binnen weniger Wochen die Senior-TT, den Großen Preis von der UMF und den Großen Preis von Belgien in Spa-Francorchamps. Im folgenden Jahr wiederholte er seinen Sieg in Belgien.
1926 gewann Bennett auf Velocette erstmals die Junior-TT (350-cm³-Klasse) und war auf einer 500er-Norton zum insgesamt vierten Mal beim UMF-Grand-Prix in Frankreich erfolgreich. 1927 und 1928 folgten auf Norton die TT-Siege Nummer vier und fünf in Alec Bennetts Karriere.
In den 1930er-Jahren zog er sich vom Motorradsport zurück, um sich auf seinen Motorradhandel in Southampton zu konzentrieren. Alec Bennett starb am 15. Januar 1973 im Alter von 75 Jahren.

## Statistik

### Isle-of-Man-TT-Siege
| Jahr | Klasse           | Maschine  | Durchschnittsgeschwindigkeit |
| ---- | ---------------- | --------- | ---------------------------- |
| 1922 | Senior (500 cm³) | Sunbeam   | 58,31 mph (93,84 km/h)       |
| 1924 | Senior (500 cm³) | Norton    | 61,64 mph (99,2 km/h)        |
| 1926 | Junior (350 cm³) | Velocette | 66,70 mph (107,34 km/h)      |
| 1927 | Senior (500 cm³) | Norton    | 68,41 mph (110,1 km/h)       |
| 1928 | Junior (350 cm³) | Norton    | 68,65 mph (110,48 km/h)      |

### Rennsiege
| Jahr | Klasse  | Maschine | Rennen                   | Strecke           |
| ---- | ------- | -------- | ------------------------ | ----------------- |
| 1921 | 500 cm³ | Sunbeam  | 2ème Grand Prix de l’UMF | Le Mans           |
| 1922 | 500 cm³ | Sunbeam  | 3ème Grand Prix de l’UMF | Straßburg         |
| 1924 | 500 cm³ | Norton   | Großer Preis von Belgien | Spa-Francorchamps |
| 1924 | 500 cm³ | Norton   | 5ème Grand Prix de l’UMF | Lyon              |
| 1925 | 500 cm³ | Norton   | Großer Preis von Belgien | Spa-Francorchamps |
| 1926 | 500 cm³ | Norton   | 7ème Grand Prix de l’UMF | Straßburg         |

## Verweise